# Bredskär, Karleby
Bredskär är en udde i Finland. Den ligger Karleby i landskapet Mellersta Österbotten, i den centrala delen av landet, 400 km norr om huvudstaden Helsingfors.
Terrängen inåt land är mycket platt. Havet är nära Bredskär åt nordväst. Runt Bredskär är det ganska tätbefolkat, med 108 invånare per kvadratkilometer. Närmaste större samhälle är Karleby, 8,9 km söder om Bredskär. I omgivningarna runt Bredskär växer i huvudsak blandskog.